# Leptotyphlops boulengeri
Leptotyphlops boulengeri este o specie de șerpi din genul Leptotyphlops, familia Leptotyphlopidae, descrisă de Boettger 1913. Conform Catalogue of Life specia Leptotyphlops boulengeri nu are subspecii cunoscute.